# Polled hereford

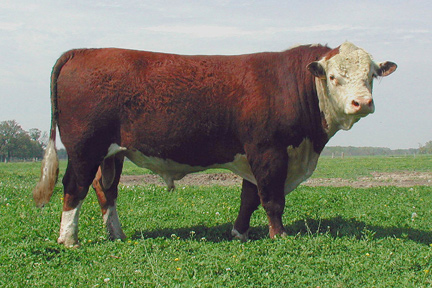
Touro Hereford Mocho

'Polled hereford é uma raça de gado bovino variante do Hereford, de origem inglesa. Polled quer dizer mocho (sem aspas).